# 烏茲·蓋爾
烏茲·蓋爾（希伯來語：‎，羅馬化：Uziel "Uzi" Gal；1923年12月15日—2002年9月7日），德裔以色列槍械設計師，他發明了烏茲衝鋒槍。

## 生平
蓋爾出生於德國威瑪，父親是埃里希·格拉斯，母親是米勒·格拉斯（Miele Glas）。1933年納粹上台後，他先是移居英國，後來於1936年移居巴勒斯坦託管地的雅姑珥基布兹，並在那裡改名為烏茲·蓋爾。
1943年，他因非法攜帶槍支被捕，被判入獄六年。然而，1946年他被赦免並釋放（刑期不到一半）。
蓋爾在以色列建國和1948年以色列-阿拉伯戰爭後不久開始設計衝鋒槍。1951年，該槍被以色列國防軍正式採用，並以其創造者的名字命名為烏茲。蓋爾不希望這種武器以他的名字命名，但他的要求被拒絕了。1955年，他被授予塔茲拉什·哈馬特卡爾勳章，1958年，蓋爾成為第一個獲得以色列安全獎的人，該獎由大衛·本-古里昂總理頒發，以表彰他在烏茲衝鋒槍方面所做的工作。
1975年，蓋爾從以色列國防軍退役，隔年移居美國。他在費城定居，以便他患有嚴重腦損傷的女兒塔瑪爾（Tamar）能在那裡接受長期治療。
1980年代初，蓋爾協助製造了魯格MP9衝鋒槍。
蓋爾也協助琳達·漢彌頓和勞勃·派屈克等電影演員訓練在電影角色中使用自動武器。
蓋爾在美國繼續從事槍械設計工作，直到2002年因癌症去世。他的遺體被空運回雅姑珥安葬。

## 外部連結
- Uziel Gal biography by his son, Iddo Gal